# Cuba Libre
Cuba libre ([kuβ̞a'liβ̞ɾe]? på spansk) er en cocktail bestående af cola, rom og typisk også limesaft.
Grænsen til drinken rom og cola er vag.
Den originale cuba libres præcise oprindelse er ukendt, og det vides derfor ikke hvilken rom der først blev anvendt, man ved[kilde mangler] kun at den stammer fra omkring år 1900 på Cuba.

## Historie
Cuba libre, som på spansk betyder frit Cuba, blev opfundet i Havana omkring 1900.[kilde mangler] Patrioter der støttede Cuba under den spansk-amerikanske krig og senere udstationeret personel, blandede ofte rom og Cola og skålede for øen.
I en forklaring fremsat af Fausto Rodriguez' i 1965 blev cuba libre først blandet på en cubansk bar i august 1900 af et medlem af de amerikanske signaltropper som han refererede til som "John Doe" (hr. NN).[kilde mangler]

### Bacardis mytologi
Ifølge Bacardi:
"Verdens mest populære drink blev født i sammenstødet mellem USA og Spanien. Det skete under den spansk-amerikanske krig ved århundredeskiftet da Theodor Roosevelt, soldater og amerikanere i stort tal ankom til Cuba. En eftermiddag var en gruppe af amerikanske signalsoldater samlet på en gammel bar i Havana. Fausto Rodriguez, et ungt bud, husker hvordan en kaptajn kom ind og bestilte en rom og Coca-Cola med is og lime. Kaptajnen drak blandingen med en sådan fornøjelse at det tiltrak opmærksomheden af soldaterne omkring ham. De fik bartenderen til at forberede en omgang af kaptajnens drink til dem. Bacardi rom og cola var et øjeblikkeligt hit."[kilde mangler]

## Popularitet
Drinken blev engang betragtet som eksotisk med dens mørke sirup, på det tidspunkt lavet af kolanødder og coca.[kilde mangler]
Snart, som Charles H. Baker pointerer i Gentlemen's Companion fra 1934, blev Cuba Libre drukket overalt i de amerikanske sydstater idet de nødvendige ingredienser var i overflod. I The American Language af H.L. Mencken nævnes en tidlig variant af drinken, "eneboerne i det vestlige South Carolina kaldte en drink 'jump stiddy' som indehold Coca-Cola og denatureret alkohol (ofte fra kølere på biler), kendere foretrak efter sigende smagen af det som var aldret i en Ford Model-T.
Cuba libre opnåede yderligere popularitet i USA efter the Andrews Sisters i 1945 indspillede en sangen Rum and Coca-Cola. Både rom og cola var billigt på dette tidspunkt og dette faktum tilskrives også en del af æren for blandingens store popularitet.